# Guillermo Rivera-Aránguiz
Guillermo Andres Rivera Aránguiz  sinh ngày 2 tháng 2 năm 1989 ở San Felipe, Chile) là 1 vận động viên tennis chuyên nghiệp. Rivera đã chơi cho đội tuyển quốc gia ở Davis Cup vào tháng 3 năm 2011 đối đầu với đội Mỹ. Anh đã để thua John Isner  3-6, 7-6, 5-7.

## ATP Challenger & ITF Futures

### Danh hiệu (3)
| Hệ thống               |
| ATP Challenger Series  |
| ITF Futures Series (3) |

### Đơn nam
| Số | Thời gian                 | Giải đấu                | Mặt sân | Đối thủ trong trận chung kết | Tỉ số trận chung kết |
| 1. | ngày 14 tháng 6 năm 2010  | Argentina F9, Argentina | Đất nện | Maximiliano Estevez          | 6-3, 3-6, 6-3        |
| 2. | ngày 18 tháng 10 năm 2010 | Chile F1, Chile         | Đất nện | Mauricio Echazu              | 6-2, 4-6, 7-5        |
| 3. | ngày 15 tháng 11 năm 2010 | Chile F5, Chile         | Đất nện | Pablo Galdon                 | 6-2, 6-3             |

## Liên kết khác
- Guillermo Rivera-Aranguiz ATP Profile
- Guillermo Rivera-Aranguiz ITF Profile Lưu trữ ngày 4 tháng 4 năm 2011 tại Wayback Machine
- Guillermo Rivera-Aranguiz Davis Cup Profile